# Francielle
Pour les articles homonymes, voir Manoel et Alberto.
Francielle Manoel Alberto, née le 18 octobre 1989 à São Paulo au Brésil, est une joueuse brésilienne de football évoluant au poste de milieu de terrain. Internationale brésilienne (19 sélections et 5 buts au 13 juillet 2011), elle évolue en club au São José Esporte Clube.

## Biographie
Francielle fait partie du groupe brésilien des moins de 20 ans qui termine troisième de la Coupe du monde de football féminin des moins de 20 ans 2006 et finaliste de la Coupe du monde de football féminin des moins de 20 ans 2008. Elle participe aux Jeux olympiques de 2008 avec la sélection brésilienne, et atteint la finale du tournoi, échouant en finale contre les États-Unis. Francielle joue la Coupe du monde de football féminin 2011, et marque lors de la séance de tirs au but perdue en quart de finale contre les États-Unis.

## Vie privée
Elle est mariée à la footballeuse brésilienne Andressa Alves.